# Sẻ xám Bắc cực
Sẻ xám Bắc cực, tên khoa học Carduelis hornemanni là một loài chim trong họ Fringillidae.

## Tham khảo

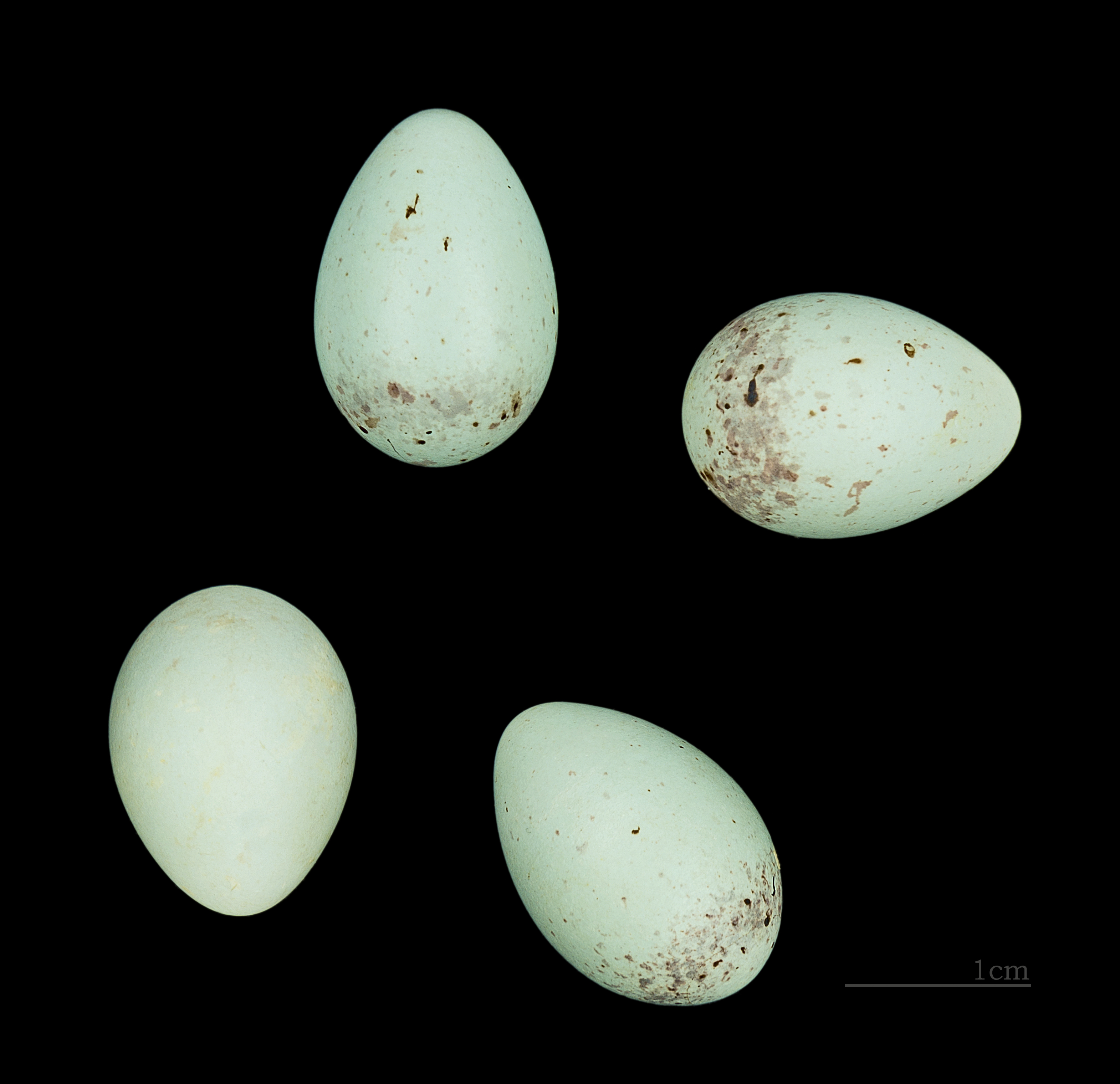
Trứng chim Carduelis hornemanni exilipes